# 矮角盘兰
矮角盘兰（学名：Herminium chloranthum）为兰科角盘兰属下的一个种。

## 扩展阅读
- 維基物種上的相關：矮角盘兰